# Шампань (виноробний регіон)

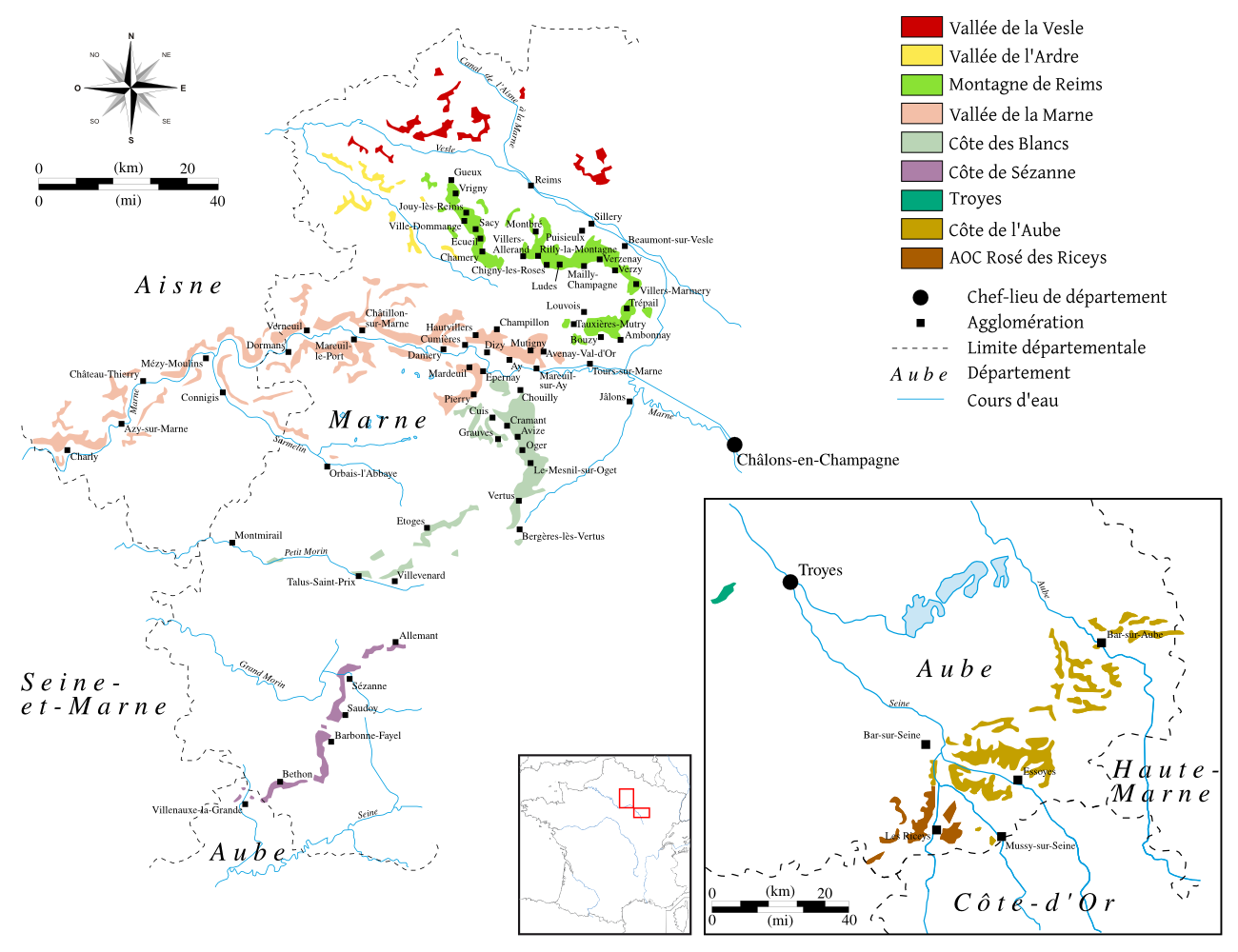
Ділянки вирощування винограду в регіоні Шампань

Шампань — виноробний регіон на північному сході Франції у межах однойменної історичної провінції. Отримав свою світову популярність завдяки виробництву білого ігристого вина — Шампанського. Згідно з законодавством Європейського союзу, а також законодавству більшості країн, назва Шампанське закріплена за винами, що походять виключно з цього виноробного регіону, розташованого в 160 кілометрах на схід від Парижа. Межі ділянок обробітку винограду в Шампані юридично закріплені у вигляді п'яти окремих виноробних районів історичної області: Об (фр. Aube), Кот-де-Бланк (фр. Côte des Blancs), Кот-де-Сезанн (фр. Côte de Sézanne), Монтань-де-Реймс (фр. Montagne de Reims) і Долина Марни (фр. Vallée de la Marne). Торговими центрами регіону є міста Реймс і Еперне.
Регіон Шампань розташований на північних кордонах території виноробства та унікальність його теруара сформувалася багато в чому завдяки історії провінції Шампань. Близькість регіону до Парижу з одного боку сприяла економічному процвітанню завдяки успішній торгівлі вином, але з іншого боку поселення і виноградники перебували якраз на шляху ворожих армій до столиці Франції. Незважаючи на частоту збройних конфліктів, репутація виробника якісних вин, що виникла ще в ранньому середньовіччі, підтримувалася і після того як регіональні винороби почали виробляти ігристі вина, а також після виникнення в XVII і XVIII століттях відомих виноробних будинків Шампані. Серед головних сортів винограду, що росте в регіоні, — шардоне (фр. chardonnay), піно нуар (фр. pinot noir) і піно меньєр (фр. pinot meunier). Сорт піно нуар найбільш поширений в районі Про; він також дуже добре росте в районі Монтань-де-Реймс. Сорт піно меньє переважає в районі Долина Марни. В районі Кот-де-Блан вирощують головним чином шардоне. Неофіційною столицею є місто Шампані Еперне, де розташовані знамениті Будинки Шампанських вин Кастелане і Мерсьер. Є музеї і підвали, в яких збереглася обстановка кінця XIX століття з усією технологією.

## Географія та кліматичні умови
Історична провінція Шампань розташовується біля північних меж території виноробства, що проходить уздовж 49-ї паралелі північної широти. Повному дозріванню винограду перешкоджають велика висота над рівнем моря, а також середньорічна температура 10 °C. Однак наявність лісів знижує межі коливання температури повітря і підтримує вологість ґрунту. Низькі температури повітря сприяють утворенню високої кислотності в зібраному винограді, що ідеально для ігристого вина.
Під час періоду вегетації середнє значення температури в липні становить 18 °C. Середній річний рівень опадів становить 630 мм, з яких 45 мм випадає в вересні — місяці збору врожаю. Виноградарі повинні уважно ставитися до загрози грибного ураження і до небезпеки весняних заморозків.
Коли 70 мільйонів років тому рівень океану знизився, води, що відступили, залишили після себе крейдяні відкладення в підґрунтовому шарі. Землетруси, часто траплялися в цьому регіоні більше 10 мільйонів років тому, виштовхнули на поверхню морські залишки скам'янілостей белемнітів, утворивши белемнітовий вапняковий ґрунт. Присутність белемнітів у ґрунті дозволяла накопичувати сонячне тепло протягом дня, і поступово віддавати його протягом ночі; додатково забезпечувався хороший дренаж. Такий ґрунт привносив свій внесок у світлість і витонченість вин Шампані. Винятком є район Об, де переважають глиняні ґрунти. Крім іншого вапняк також використовується при спорудженні підземних винних підвалів, де вина містяться в прохолоді на час витримки в пляшках.

## Історія

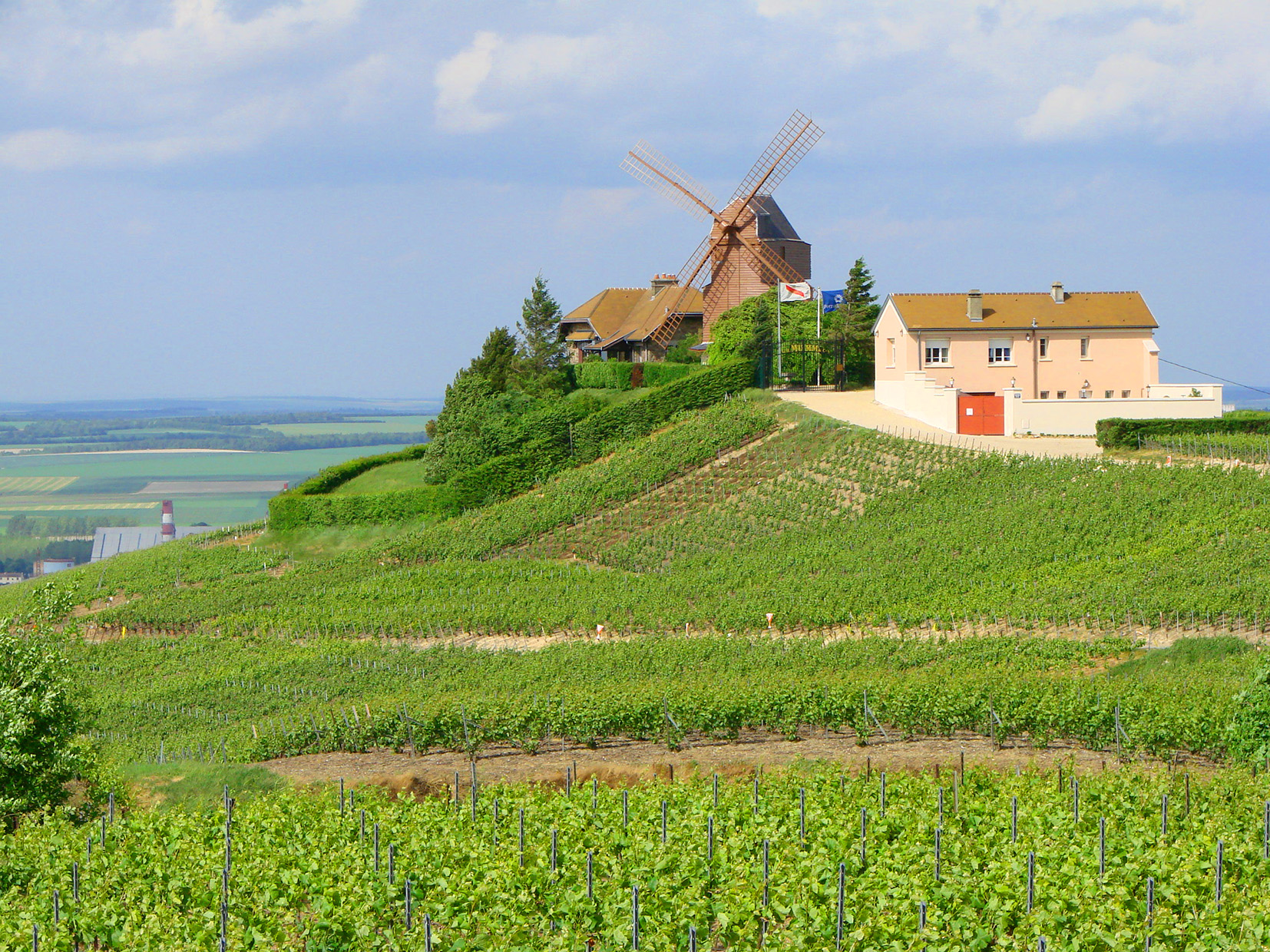
Виноградники Шампані неподалік від комуни Верзене

В епоху правління Каролінгів відзначається кілька періодів процвітання регіону Шампань, починаючи з того, як король франків Карл Великий запропонував вирощувати виноград у цьому регіоні і надалі, після коронації його сина Людовика I Благочестивого в Реймсі. Традиція коронації королів в Реймсі зробила значний внесок у репутацію вин цього регіону. Графи Шампані правили цими землями як самостійним графством починаючи з 950 року і аж до 1316 року. У 1314 році останній граф Шампані став королем Людовіком X і з цього часу регіон став частиною володінь французької корони.

### Збройні конфлікти
Свою історичну популярність Шампань отримала багато в чому завдяки своєму місцю розташування, оскільки на її землях сходилися торговельні так і військові маршрути. Таке становище сприяло розоренню і спустошенню Шампані в ході збройних конфліктів, які часто проходили на цих землях. У 451 році нашої ери неподалік від міста Шалон-ан-Шампань війська гунів під проводом Аттіли зазнали розгромної поразки від об'єднаних римських легіонів, франків і вестготів. Ця поразка стала переломною точкою у вторгненні племен гунів на Європу.
В ході битв Столітньої війни землі Шампані спустошувалися неодноразово. Абатство Отвильер разом зі своїми виноградниками було зруйновано в 1564 році в ході гугенотських війн між католиками і гугенотами. Після цього почалися сутички Тридцятирічної війни і громадянська війна фронди, коли землі Шампані були зайняті солдатами і найманцями. І тільки в 1660-х роках, вже в епоху Людовика XIV, в регіоні настали мирні часи і в Шампані стало розвиватися виробництво ігристих вин.

### Історія виноробства в регіоні

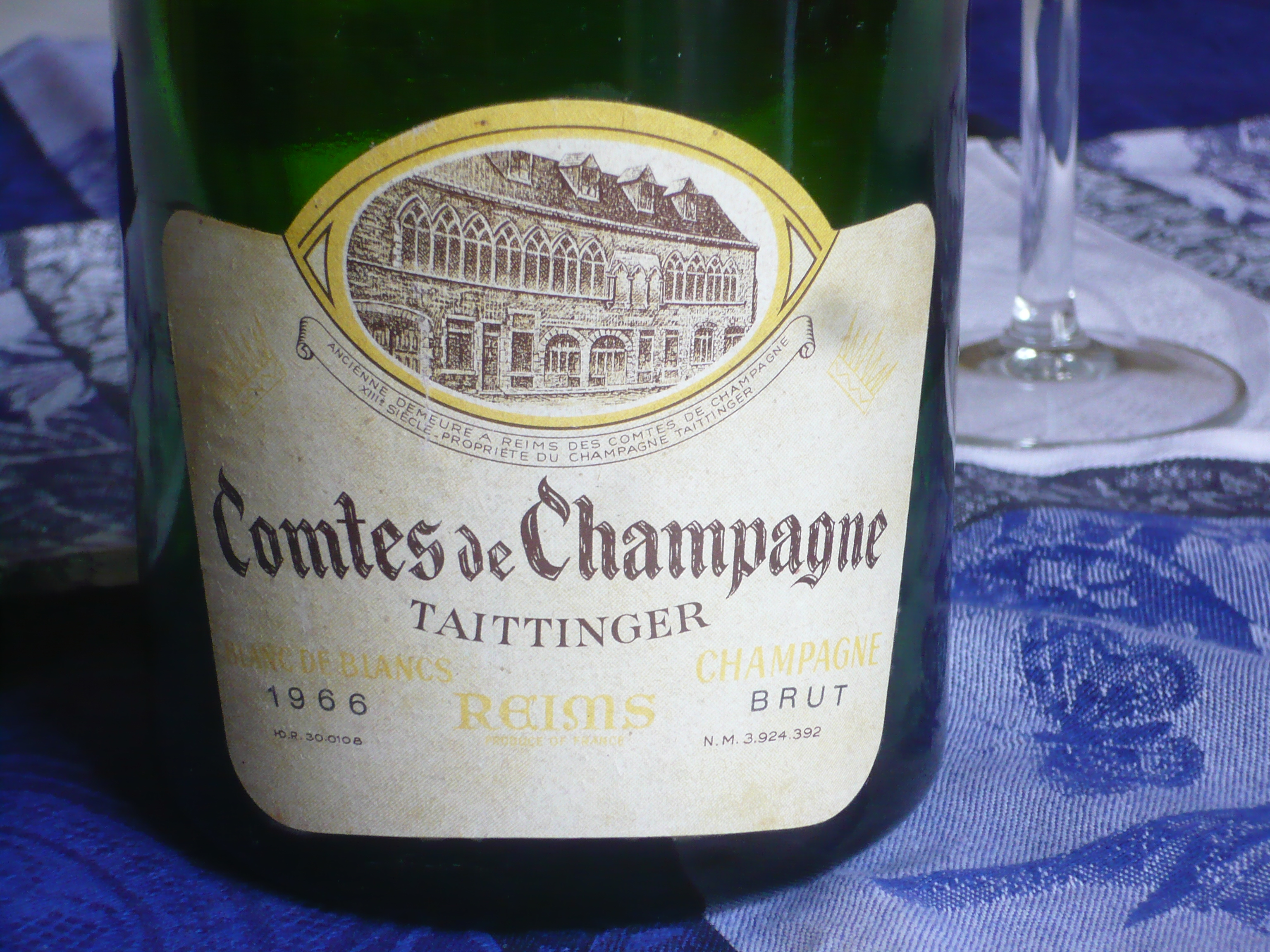
Taittinger — один з найстаріших будинків шампанських вин

Популярність Шампані, як виноробного регіону, сходить до середньовіччя коли папа Урбан II, колишній уродженнць Шампані, назвав вино з містечка Аі департаменту Марна найкращим вином у світі. Деякий час слово Aÿ застосовувалося в стенографії для позначення будь-яких вин регіону Шампань, подібно слову Beaune яке означало вина регіону Бургундія. Середньовічний поет Анрі д'Андели у своїй поемі Битва вин (фр. La Bataille des Vins) назвав вина з міст Еперне, Отвильер і Реймса одними з найкращих в Європі. У міру зростання популярності регіону члени королівської сім'ї і папи прагнули отримати тут ділянки землі у своє володіння; так, власними виноградниками в Шампані володіли папа Лев X, король Франції Франциск I, імператор Карл V і король Англії Генріх VIII. Партія вина з Аі, отримана в 1518 році канцлером короля Генріха VIII кардиналом Томасом Волсі, є першою офіційно зареєстрованим експортним постачанням вина Шампані в Англію.
Неігристі вина Шампані вкрай високо цінувалися в Парижі, де їх називали вином річки (фр. vins de la rivière) і вином гір (фр. vins de la montagne) в честь лісистої місцевості і річки Марни, водами якої вино спускали до Сени і далі в Париж. Шампань змагалась з Бургундією при торгівлі вином з Фландрією і намагалась отримати прибуток з вигідного розташування Реймса на торговому шляху з бургундського Бона. У XV столітті в Шампані стало складно вирощувати виноград піно нуар. В результаті чого червоне вино не витримувало порівняння з насиченістю і колірним відтінком бургундських вин, навіть незважаючи на додавання ягід бузини для підвищення колірної насиченості. У підсумку винороби регіону зосередили свої зусилля на білих винах.
В 1584 році в Шампані був заснований виноробний будинок Госсе (фр. Gosset), який спочатку виробляв неігристі вина. Цей будинок є найстарішим виноробним будинком Шампані, який працює і понині. Дім шампанських вин Рюінар (фр. Ruinart) був відкритий в 1729 році, а незабаром після нього були відкриті будинку Теттенже (фр. Taittinger) (1734 рік), Моет і Шандон (фр. Moët et Chandon) (1743 рік) і Вдова Кліко (фр. Veuve Clicquot) (1772 рік).
У XVIII столітті відбувся бурхливий ріст виробництва шампанських вин; в 1800 році в регіоні було вироблено 300 000 пляшок вина, а вже в 1850 році — 20 мільйонів пляшок.

## Класифікація і регулювання діяльності виноградарської

### Перегляд кордонів виноробного регіону Шампані

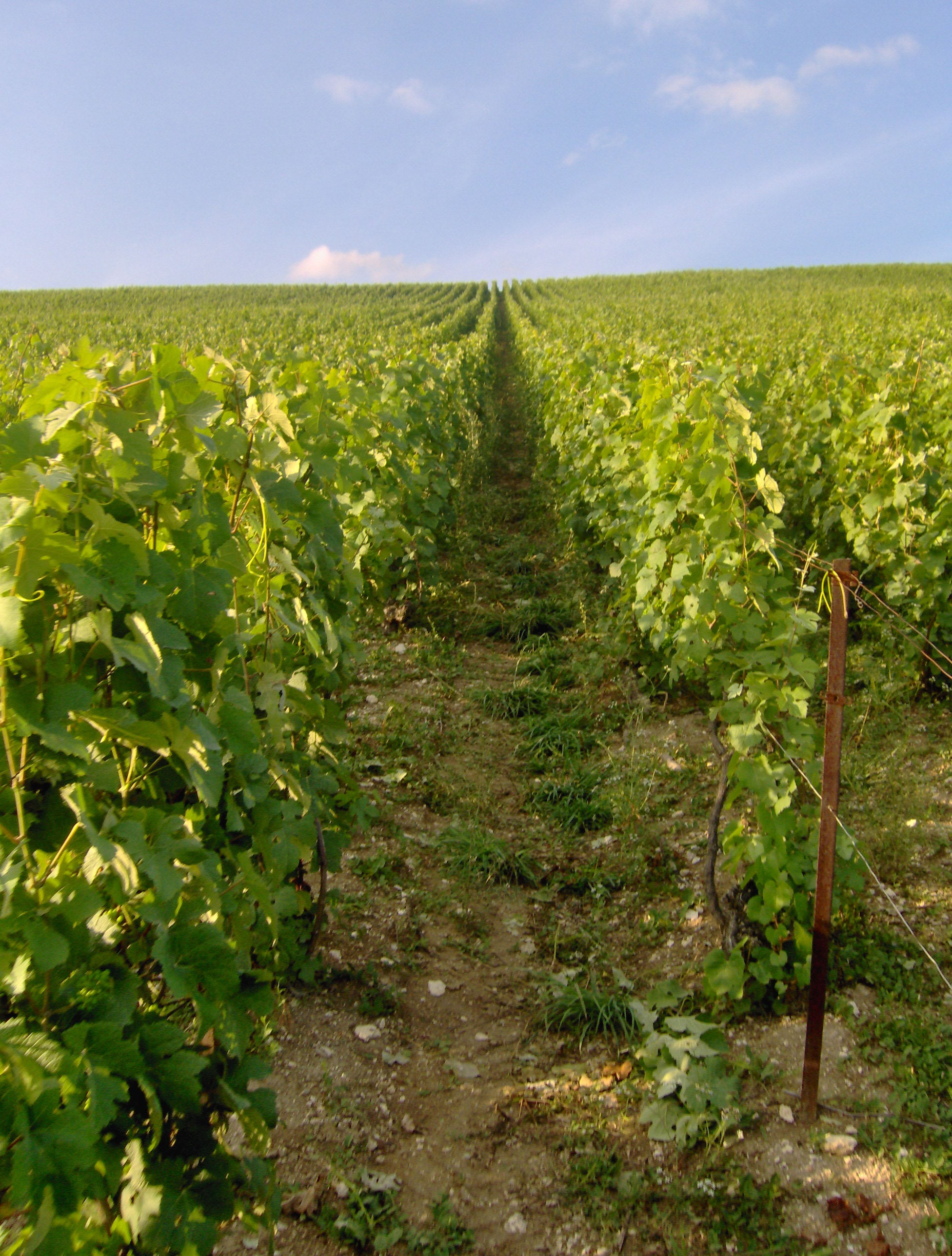
Виноградник у Шампані

Протягом 1990-х і початку 2000-х років загальносвітовий попит на шампанське постійно підвищувався. Рекордний обсяг відвантаження шампанського (включаючи внутрішнє споживання в самій Франції) був зареєстрований в 1999 році напередодні святкування настання третього тисячоліття — 327 мільйонів пляшок, а новий рекорд був зафіксований вже в 2007 році — 338,7 мільйонів пляшок. Оскільки всі ділянки, визначені АОС-норм 1927 року, до теперішнього часу вже зайняті виноградниками, стали вивчатися різні шляхи нарощування виробництва. Була підвищена допустима норма врожайності (аж до 15,5 тонн з гектара на час експериментального періоду з 2007 по 2011 рік) і стала вивчатися можливість перегляду кордонів виноробного регіону.
Після проведення всебічного дослідження умов виростання винограду навколо виноробного регіону Шампані, національний інститут INAO виступив з пропозиціями щодо перегляду меж регіону виноробства 14 березня 2008 року. Пропозиції були розроблені групою фахівців, що займаються історією, географією, геологією, геоботанікою і агрономією, які трудились над цим завданням з 2005 року. Згідно з підготовленим пропозиціям виноробний регіон може включати в себе виноградники вже у 357 селах, замість колишніх 319. Пропонувалося додати виноградники до 40 поселень і при цьому видалити з регіону два поселення в департаменті Марна, які перебували в списку 1927 року, Жермен і Орбе-л'аббе.
Запропоновані для включення 40 комун Шампані розташовані в чотирьох департаментах:
- 22 комуни в Марні: Бальє-ле-Фім, Бласі, Буассі-ле-Репо, Буванкур, Брей, Бюссі-ле-Репо, Шамфлері, Курландон, Курсі, Курдеманж, Фім, Юірон, Ла-Віль-су-Орбе, Ле Ту-Троні, Луавр, Монмірай, Мон-сюр-Курвіль, Пеа, Ромен, Сен-Лу, Суланж і Вантле.
- 15 комун в Обіі: Аррель, Бально-ла-Гранж, Боссанкур, Буї, Етуврі, Фонтванн, Жавернан, Лен-о-Буа, Масел, Мессон, Прюньї, Сен-Жермен, Сулиньи, Торвільє і Вільрі.
- 2 комуни у Верхній Марні: Коломбе-ле-Де-Егліз і Аррикур.
- 1 комуна в Ена: Марше-ан-Брі.

Перед набранням чинності пропозиції регулюючого інституту INAO стали предметом детального розгляду і негайно були піддані критиці в різних громадських дискусіях. Одна з найбільших комун, запропонованих до видалення зі списку, Жермен, відразу ж опротестувала пропозиції INAO, і до протесту приєдналися власники виноградників. Процес первісного розгляду проекту закінчився на початку 2009 року. Після нього почався процес перегляду дрібних земельних ділянок, що додаються до районів апеляції або видаляються звідти. Перша висадка виноградників очікується приблизно в 2015 році, а їх виноробна продукція почне надходити в продаж приблизно в 2021 році. Тим не менш, вартість землі, яку імовірно буде дозволено використовувати для виробництва шампанських вин, негайно зросла з 5000 Євро за гектар до 1 мільйона Євро.

### Вартість виноградників Шампані
У 2010 році виноградники в районі Кот-де-Блан продавалися з розрахунку 1,5 мільйона Євро за гектар

## Виробництво неігристих вин Шампані
Незважаючи на те, що у виноробному регіоні Шампань виробляється переважно ігристе шампанське, винороби регіону також виробляють і інші класи вин. Неігристі вина, вироблені біля комуни Бузі, продаються під регіональною маркою Coteaux Champenois (Кото Шампенуа). Також в регіоні закріплено найменування рожевого вина Rosé des Riceys (Троянді де Рисі). Регіональне лікерне вино називається Ratafia de Champagne. Оскільки зараз прибутковість виробництва ігристого шампанського з місцевого винограду значно зросла частка виробництва цих неігристих і кріплених вин стала вкрай незначною.
Мезга, що залишився після віджимання винограду використовується для виробництва лікеру Marc de Champagne, який не складає конкуренції шампанському, оскільки виробляється з відходів виноробства.